# 98-as busz (Budapest)
A budapesti 98-as jelzésű autóbusz Kőbánya-Kispest és Rákoscsaba vasútállomás között közlekedik. A vonalat a Budapesti Közlekedési Zrt. üzemelteti. A járműveket a Cinkotai és a Dél-pesti autóbuszgarázs állítja ki.

## Története
1962. március 5-én a Rákosliget és Gyömrői út között közlekedő 61-es buszok jelzését 98-asra módosították. 1963. augusztus 12-én a Micsurin utcáig hosszabbították. 1964. december 28-ától Rákosligeten körforgalomban járt, minden második busz az ellenkező irányban közlekedett. 1971. március 1-jén 98A jelzéssel betétjáratot indítottak a Gyömrői út és Rákoshegy, MÁV-állomás között. 1971. március 15-én a 98-as buszt meghosszabbították a Vörös Hadsereg útjáig (Szarvas csárda tér), ugyanekkor lerövidítették a rákoskeresztúri Pesti útig, a rákosligeti szakaszon 98Y jelzéssel indítottak új járatot. 1977. január 1-jén a 98Y járat a 198-as jelzést kapta.
1980. március 30-án a 98A betétjáratot gyorsjárattá alakították 98-as jelzéssel és Kőbánya-Kispestig hosszabbították.
1996. március 1-jén a 98-as buszt is Kőbánya-Kispestig hosszabbították, az addig arra járó 80-as buszt pedig a 98-as busz korábbi végállomásához helyezték át.
2008. szeptember 8-án a 98-as busz jelzését 98E-re változtatták és megállási rendje is módosult.
2008. december 28-ától a KöKi Terminál bevásárlóközpont építési munkálatai miatt megszűnt a Kőbánya-Kispestnél lévő autóbusz-végállomás, helyette a buszok a korábbi P+R parkoló helyén kialakított ideiglenes végállomásra érkeztek. 2011. június 21. és október 3. között, az M3-as metró Kőbánya-Kispest állomásának átépítése miatt a metróra való közvetlen átszállás érdekében, a Határ útig meghosszabbított útvonalon közlekedett. Az új autóbusz-végállomás elkészültével, október 4-étől ismét csak Kőbánya-Kispestig közlekedik.
2009. augusztus 22-én Rákoscsaba vasútállomásig hosszabbították, amit körforgalomban ért el a Diadal utcát is érintve.
2013. június 29-én a 198-as, majd 2013. július 6-án a 98-as és a 98E buszokon is bevezették az első ajtós felszállási rendet.

## Járművek
A vonalon Ikarus 260-as, Volvo 7700-as, Mercedes-Benz Conecto és Mercedes-Benz Citaro CNG típusú buszok közlekednek, amiket a BKV Zrt. dél-pesti és cinkotai autóbuszgarázsa állít ki. A járműpark a 98-ason csak a 2008-as paraméterkönyv életbe lépése óta vegyes, előtte kizárólag 260-asok fordultak elő a vonalon. A paraméterkönyv után a kocsikiadás annyira megváltozott, hogy még a régi törzsjárművek sem maradtak a vonalon állandó kocsinak (korábban a BPO-102 – BPO-120  csoport volt a 80-98-98-180-198 vonalakra osztva, bár legtöbbször ezek egy vagy két vonalon jártak egyszerre). A buszok vagy más vonalakra kerültek, vagy véletlenszerűen adták ki más vonalakra.

## Útvonala
| Rákoscsaba vasútállomás felé |
| Kőbánya-Kispest M vá. – Keleti bejáró út – Vak Bottyán utca – felüljáró – Sibrik Miklós út – Gyömrői út – Csévéző utca – Bélatelepi út – Baross utca – Szabadság utca – Ferihegyi út – XVIII. utca – Ároktő út – Diadal utca – Bártfai utca – Szent Imre herceg út – Naplás út – Rákoscsaba vasútállomás vá. |
| Kőbánya-Kispest felé |
| Rákoscsaba vasútállomás vá. – Naplás út – Diadal utca – Ároktő út – XVIII. utca – Ferihegyi út – Szabadság utca – Baross utca – Bélatelepi út – Csévéző utca – Gyömrői út – Sibrik Miklós út – felüljáró – Vak Bottyán utca – Déli bejáró út – Kőbánya-Kispest M vá.                                         |

## Megállóhelyei
| 0  | Kőbánya-Kispest M végállomás             | 37 | 68, 85, 85E, 93, 93A, 98E, 132E, 136, 148, 151, 182, 182A, 184, 193E, 200E, 202E, 268, 282E, 284E 575, 576, 577, 578, 580, 581 S21 S36 G43 S50 G50 Z50 IC, sebesvonat, gyorsvonat, expresszvonat P+R (KöKi Terminál) P+R (Kőbánya-Kispest) |
| 1  | Felüljáró (Gyömrői út) (↓) Felüljáró (↑) | 36 | 68, 85, 98E, 151, 217, 217E, 268 |
| 3  | Újhegyi út                               | 34 | 98E, 217, 217E |
| 4  | Gyömrői út 132. (↓) Gyömrői út 105. (↑)  | 32 | 98E, 217, 217E |
| 5  | Hangár utca                              | 32 | 98E, 217, 217E |
| 5  | Gyömrői út 156. (↓) Gyula utca (↑)       | 31 | 98E, 217, 217E |
| 7  | Felsőcsatári út                          | 30 | 36, 95, 98E, 193E, 200E, 217, 217E, 282E, 284E 577 |
| 7  | Pestszentlőrinc vasútállomás (átjáró)    | 29 | 36, 98E, 200E, 217, 217E S50 |
| 8  | Vajk utca                                | 28 | 193E, 217, 217E |
| 8  | Csaba utca                               | 28 | 98E, 217, 217E |
| 10 | Csévéző utca                             | 27 | 93, 93A, 98E, 198, 200E, 217, 217E |
| 11 | Frangepán utca                           | 25 | 98E, 198 |
| 13 | Homokiszőlők                             | 24 | 198 |
| 13 | Lőrinci út / Bélatelepi út               | 23 | 98E, 198 |
| 14 | Bélatelepi út / Baross utca              | 22 | 198 |
| 15 | Orgoványi utca                           | 21 | 198 |
| 15 | Bocskai István utca                      | 21 | 98E, 198 |
| 17 | Rákóczi Ferenc utca                      | 20 | 98E, 198 |
| 17 | Vörösmarty utca                          | 19 | 98E, 198 |
| 18 | Melczer utca / Baross utca               | 18 | 98E, 168E, 198 |
| 19 | Ady Endre utca                           | 17 | 98E, 198 |
| 20 | Rákoshegy vasútállomás                   | 17 | 46, 98E, 168E, 198 S60 G60 |
| 21 | Szabadság utca                           | 16 | 46, 98E, 168E |
| 22 | Bulyovszky utca / Ferihegyi út           | 14 | 46 |
| 23 | Széchenyi utca                           | 13 | 46 |
| 24 | Akácvirág utca (egészségház)             | 12 | 46 |
| ∫  | Rákoskeresztúr, városközpont             | 12 | 46, 97E, 161, 161A, 161E, 162, 169E, 195, 198, 202E, 262 484, 485, 486, 504, 505, 506, 508, 509, 510 1070, 1075 |
| 27 | Rákoskeresztúr, városközpont             | 10 | 46, 97E, 161, 161A, 161E, 162, 169E, 195, 198, 202E, 262 484, 485, 486, 504, 505, 506, 508, 509, 510 1070, 1075 |
| 28 | Rákosliget vasútállomás                  | 7  | 146, 146A, 176E, 198, 261E, 276E S80 |
| 29 | IV. utca                                 | ∫  | 176E, 198, 261E, 276E |
| 30 | Hősök tere                               | 6  | 146, 146A, 176E, 198, 261E, 276E |
| 31 | XVIII. utca                              | 5  | 146, 146A, 176E, 198, 261E, 276E |
| 32 | Ároktő út                                | 3  | 176E, 276E |
| 32 | Bártfai utca / Diadal utca               | 3  | 176E, 275, 276E |
| 33 | Harsona utca                             | ∫  | 275 |
| ∫  | Tura utca / Diadal utca                  | 2  | 276E 482 |
| 34 | Rákoscsaba-Újtelep vasútállomás          | ∫  | 176E, 275, 297 S80 |
| ∫  | Jászivány utca                           | 1  | 176E, 198 |
| 35 | Tura utca                                | ∫  | 176E, 275 |
| ∫  | Aranykút utca                            | 0  | 176E, 198 |
| 36 | Rákoscsaba vasútállomás végállomás       | 0  | 176E, 198, 269, 275, 298 482, 504 S80 |